# クラシック・ギター

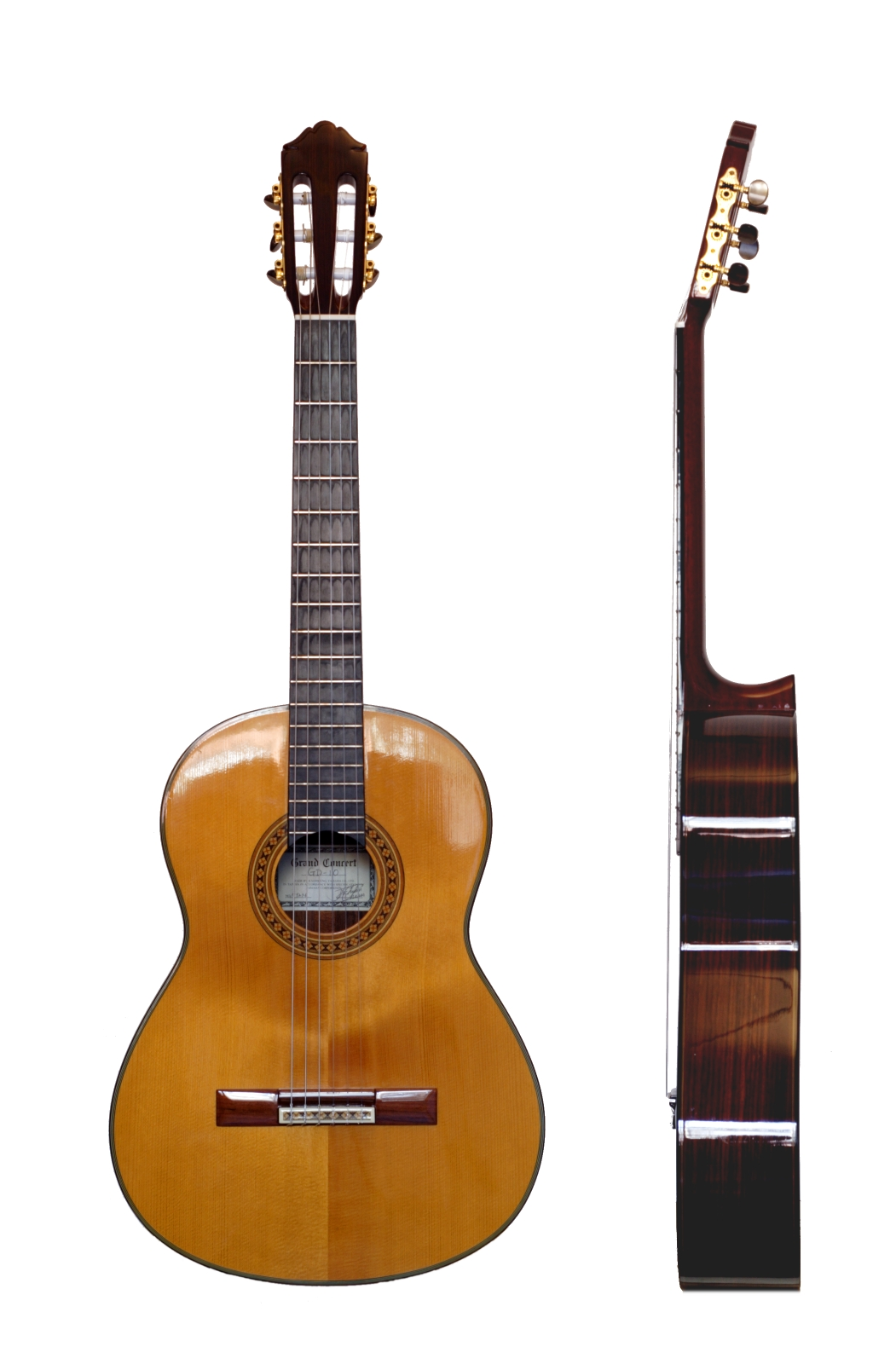
現代の標準的なクラシック・ギター

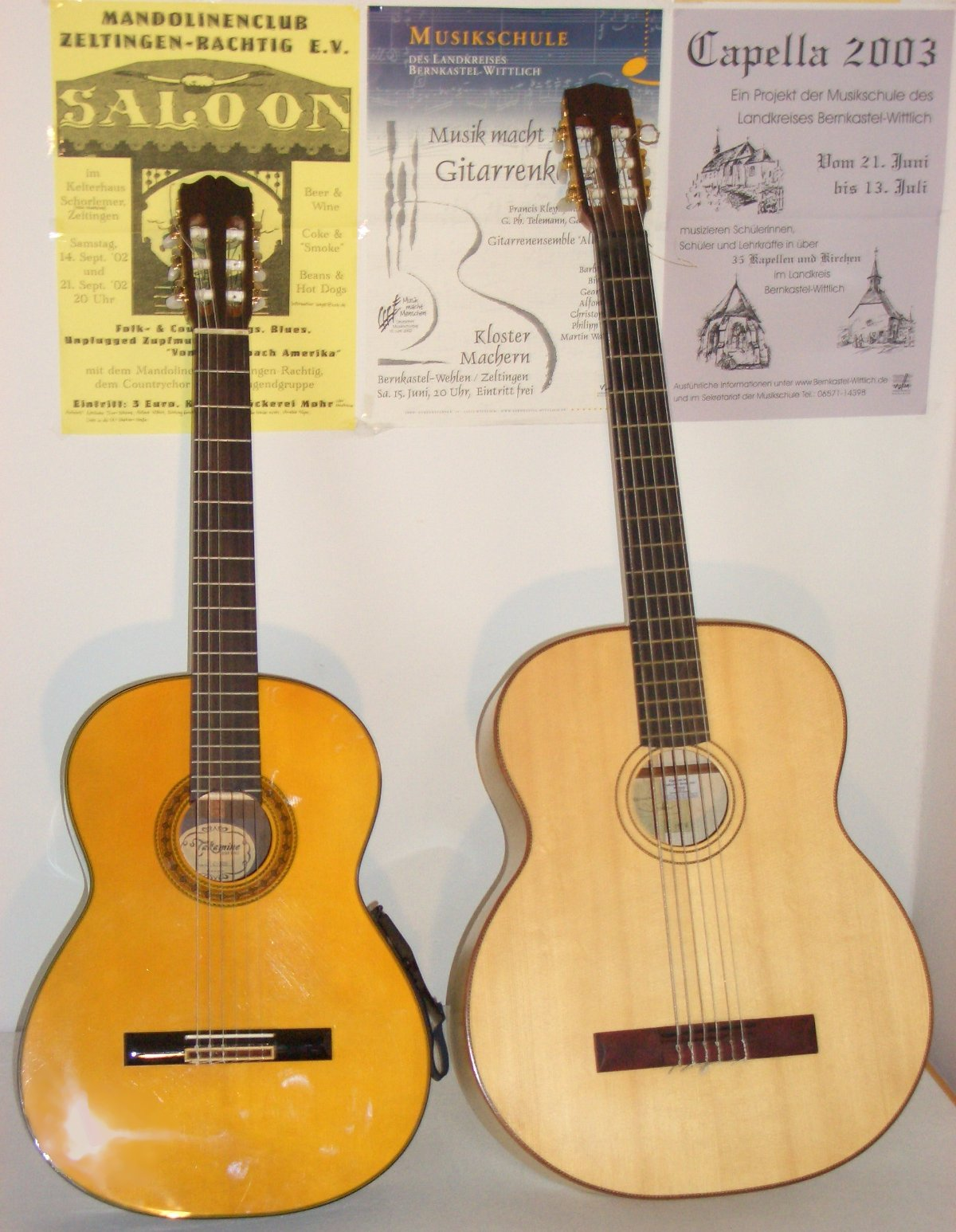
スケールやボディ・サイズが全く異なる2本のクラシックギター

通常のチューニングでの音域

クラシック・ギター（Classical Guitar）とは、ガット、ナイロン、フロロカーボンなどの弦が張られた、ギターのことである。スパニッシュ・ギター（Spanish guitar）、ガット・ギター（Gut guitar）とも呼ばれる。
フラメンコに使用されるクラシック・ギターは、激しい演奏からボディトップを保護するためのゴルペ板を装着するなどフラメンコ演奏に最適化された仕様となっており、クラシック・ギターとは区別してフラメンコギターと呼ばれる。

## 構造
標準的には、6本の弦と19のフレットを持ち、一般的には、6弦側からE2・A2・D3・G3・B3・E4に調弦され、音域はE2～B5となる。ただし、弦の本数やフレットの数などは多種多様であり、低音弦を1本足し、最低音をB1とする7弦ギター、あるいは更に弦の本数を増やした10弦ギター、フレットの数を20として、最高音をC6にしたものなどがある。

### ヘッドストック

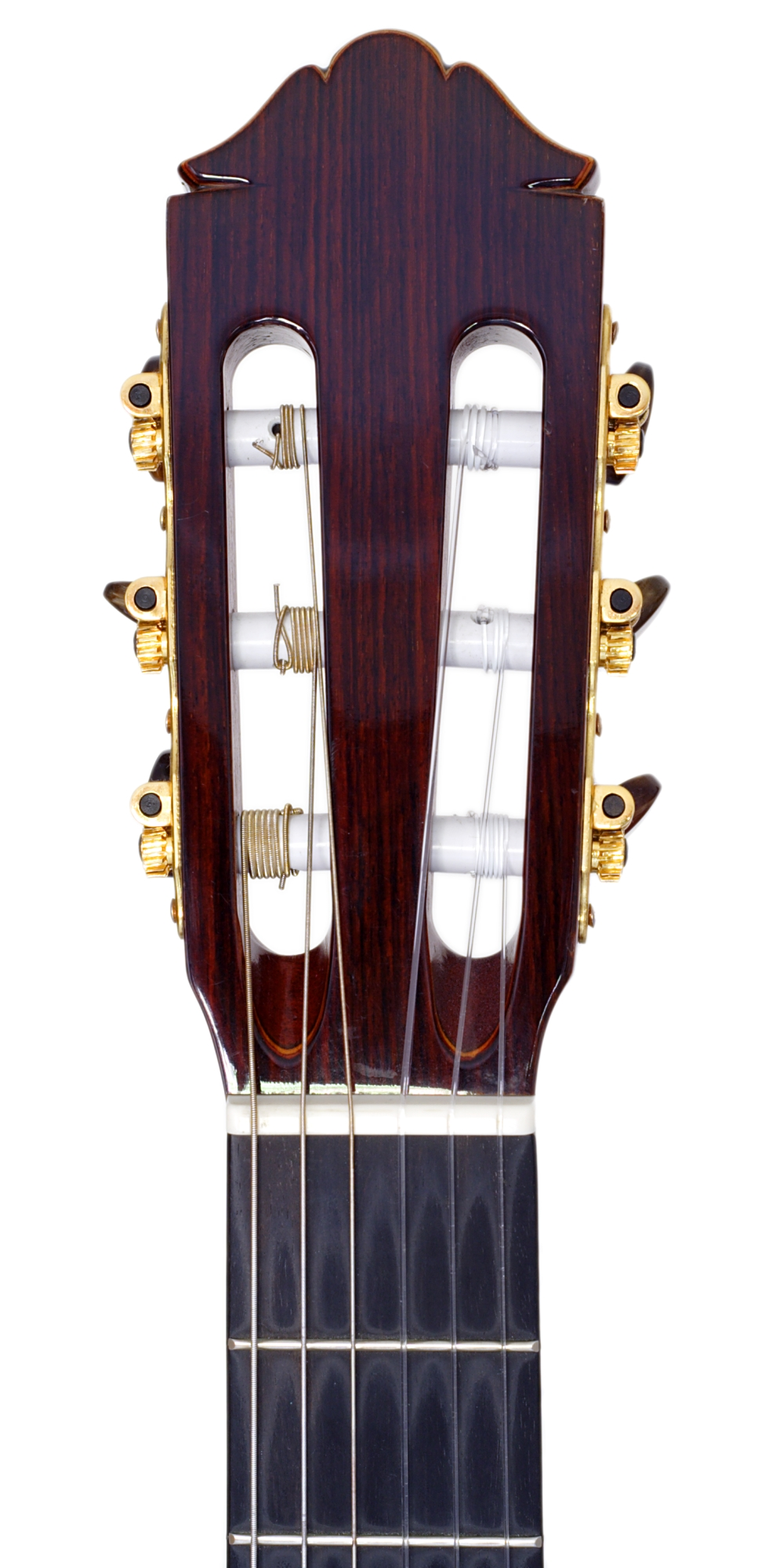
一般的なクラシック・ギターのヘッドストック

一般的には片側3つの糸巻きを持つスロッテッド・ヘッドが採用される。ただしソリッド・ボディのエレクトリック・ガット・ギターの中には片側6つの糸巻きのヘッドストックも存在する。
クラシックギターにおいて、特に高級機種になるとこの金属製の糸巻きにも精巧な芸術的細工が施される。

### ネック
基本的にはマホガニーなどの木材を用いる。エレクトリック・ギターやスティール（鋼鉄）弦のアコースティック・ギターとは異なり、殆どの場合トラスロッドは入っていない。クラシックギターはスティール弦よりテンションが弱いナイロン弦を使用するため、ネック反りそのものが少ないという理由もある。指板は黒檀や紫檀を用いるのが一般的である。フレット数は他のギターに比べると少なく、19フレットまでのものが大半である。カッタウェイと呼ばれるトップボディ上部右側がえぐれたタイプは、それ以上のフレットを装備したタイプもある。ボディとの接続は12フレット位置が大半だが、近年のポピュラー音楽用モデルでは、スティール弦アコースティック・ギターで一般的な14フレット位置接続を採用したものも見られる。
ネック幅は、スティール弦アコースティック・ギター、エレクトリック・ギターに比べて格段に広く、ギターの中でも最も幅が広い。これは、クラシックギターに張られているナイロン弦がアコースティック・ギターやエレクトリック・ギターよりも張りが弱く、弦同士が接触するのを防ぐためである。

### ボディ
特殊なものを除くと図のような箱構造のボディである。素材は木材で、ボディトップはスプルースやレッド・シダー、サイドとバックは紫檀が使用される。高級機種になるとサイド・バックにはワシントン条約で規制がかかっているハカランダが重宝される。ストラップを装着するためのエンド・ピンなどは無いのが一般的である。
ポピュラー音楽の演奏家向けの製品では、ソリッド・ボディのものも存在する（ギブソン社のチェット・アトキンス・シグネイチャー・モデル「Chet Atkins CE」、サドウスキー・ギターズ社の「Electric Nylon String」、モーリス社のPA-17GやPA-15など）。トップ板の特徴として、スプルースが白色に近い色をシダーは赤みがかった褐色を呈している。また、スプルースは硬質でエッジの効いた、シダーが甘美な音色の傾向をもつ。上級機種である程、トップ・バック・サイドとも一枚板を使用する傾向がある。

### 電装品
基本的にはピックアップやプリアンプなどを一切装備しない。ただし最初からポピュラー音楽演奏用に設計されたモデルの中には、ブリッジ部分に圧電式ピックアップを入れ、プリアンプを装備したものも存在する。

## クラシックギターが使われる分野

### ボサノヴァ

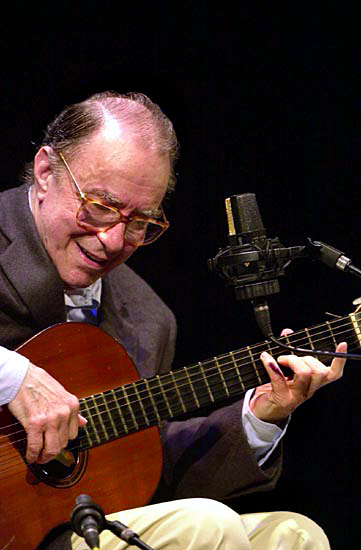
ジョアン・ジルベルト

クラシック・ギターを用いるポピュラー音楽としては、ボサノヴァがよく知られている。著名な演奏家としてバーデン・パウエルやジョアン・ジルベルトが挙げられる。またボサノヴァ以外にもラテン音楽ではクラシック・ギターを用いる例が多い。ボサノバでは、独特の弦のびりつき音が美徳とされているので、敢えてボサノバギターでは、弾くと弦が指板にぶつかりびりつく程に弦高を下げる事がある。

### タンゴ
アストル・ピアソラが最も有名で、「ブエノスアイレスの四季」は今日におけるクラシック・ギターの主要レパートリーの一つになっている。また、「天使のミロンガ」「天使の死」なども人気曲である。タンゴ独特の低音弦のリズムの取り方が特徴的である。

### ソン・サルサ
トレスと共に使われる。
トレスは旋律、クラシックギターは裏拍中心の伴奏に使われる。

### ジャズ
パット・メセニーや越田太郎丸、ゴンザレス三上（ゴンチチ）、グレッグ・カーマイケル（アコースティック・アルケミー）、天野清継、リー・リトナーなど、ジャズ・ギタリストの中にもクラシック・ギターを用いる者は多い。渡辺香津美もクラシックギターを使用し、クラシックギタリスト福田進一とデュオを組んだ事もある。リットーミュージック、ドレミ楽譜等の大手出版社から、クラシックギター用にアレンジされたジャズソロ譜が多数リリースされている。その場合は、クラシック伝統的な5線譜以外にもタブ譜が併記されているケースが多い。

### ラグタイム
スコット・ジョプリンのギター編曲集が有名。特に「ジ・エンターテイナー」は今日、一般に流通している多数のソロ譜において収録されている。

### カントリー
カントリー音楽ではウィリー・ネルソンやチェット・アトキンスなどがクラシック・ギターを頻繁に使用していた。ウィリー・ネルソンはフラットピックを用いた奏法で、愛器のサウンドホールの下側はピッキングにより剔れてボディトップに貫通孔が出現していた。
女性ギタリストでは、ムリエル・アンダーソンが世界的に有名。クラシック・ギターを主に使用しているが、時々ダブルネックのギターを使用したりと革新的なプレイも行う。

### 演歌
1950年代は古賀政男の曲をクラシックギターで弾くのが流行った。また、当時演歌を弾く流しの歌手の使用していたギターもクラシック・ギターが主であった。しかし、その当時、日本ではまだクラシック・ギター製作の技術が発達していなかったため、良質なギターは少なかった。

### その他
クラシック音楽としてのクラシック・ギターに影響を受けたポピュラー音楽の演奏家も多い。代表的な例としてランディ・ローズ、スティーヴ・ハウなどが挙げられる。
B'zの松本孝弘は、「もう一度キスしたかった」のラストにおいて、また、1980年代に活躍したロックバンドBOØWY「JUSTY」のギターソロパートにおいても、クラシック・ギターが採用されている。

### 民族音楽におけるクラシック・ギター

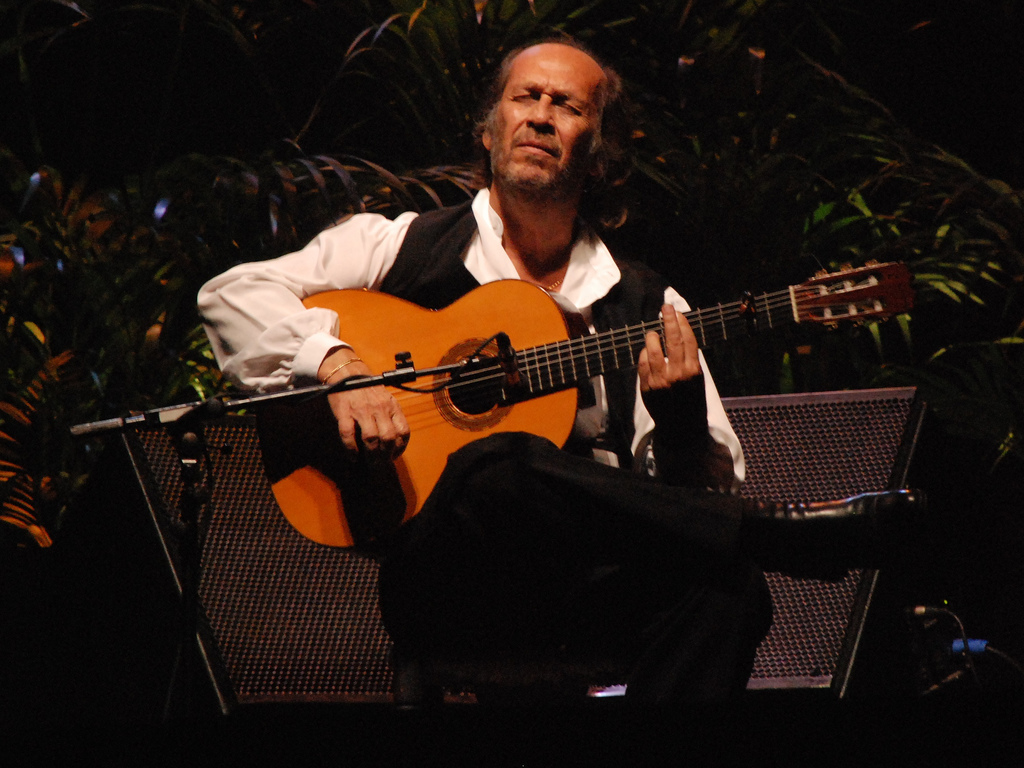
パコ・デ・ルシア

スペイン南部、アンダルシア地方の民族音楽・舞踊であるフラメンコは白のフラメンコギター（サイドバックがシープレス）を用いるのが一般的である。フラメンコのギタリストの中にはパコ・デ・ルシアやビセンテ・アミーゴ、トマティートなどのように、ポピュラー音楽の演奏家としてレコーディング活動を行う者も存在する。

## クラシックギターの手工製作者
- アントニオ・デ・トーレス
- マヌエル・ベラスケス
- ホセ・ルイス・ロマニリョス
- クリストファー・ディーン
- 櫻井正毅
- 横尾俊佑

## 現代の著名なクラシックギター奏者(クラシックギタリスト)
五十音順。

### 日本以外
- セルジオ・アサド
- ナルシソ・イエペス
- アナ・ヴィドヴィチ
- ジョン・ウィリアムス
- オスカー・ギリア
- ステファノ・グロンドーナ
- ティモシー・ケイン
- チェン・ジー
- アンドレス・セゴビア
- イェラン・セルシェル
- フランシスコ・タレガ
- ローラン・ディアンス
- ミヒャエル・トレスター
- クリストファー・パークニング
- ジュリアン・ブリーム
- イダ・プレスティ
- ジークフリート・ベーレント
- カルロス・ボーネル
- スーフェイ・ヤン
- アンドリュー・ヨーク
- セレドニオ・ロメロ
- ペペ・ロメロ

### 日本
- 阿部保夫
- 大萩康司
- 柿沼宏嗣
- 兼古隆雄
- 川竹道夫
- 木村大
- 國松竜次
- 小松素臣
- 荘村清志
- 白柳淳
- 鈴木一郎
- 鈴木大介
- 富川勝智
- 比留間賢八
- 日渡奈那
- 福田進一
- 藤井眞吾
- 船木浩行
- 芳志戸幹雄
- 益田正洋
- 松尾俊介
- 松田晃演
- 松田弦
- 村治佳織
- 村治奏一
- 山下和仁
- 渡辺範彦